# Вилья-Герреро (Халиско)
Вилья-Герреро (исп. Villa Guerrero) — небольшой городок в Мексике, в штате Халиско, входит в состав одноименного муниципалитета и является его административным центром. Численность населения, по данным переписи 2020 года, составила 4023 человека.

## Общие сведения
Поселение было основано в до-испанский период, в нём проживали индейцы уичоли, называвшие его Хонакатик, что с языка науатль можно перевести как: место выращивания зелёного лука.
В 1530 году регион был завоёван конкистадорами во главе с Педро Альминдесом Чирино, а в 1548 году прибыл с Кристобаль де Оньяте, объявив поселение энкомьендой.
В 1673 году поселение упоминается как ранчо Хуанакатик, принадлежащее Хуану Экобедо, где занимались фермерским и скотоводческим хозяйством.
В 1676 году Торибио Гонсалес запустил добычу селитры вблизи ранчо, которое через некоторое время получило название Эль-Салитре.
После начала добычи серебра в Боланьосе, Эль-Салитре становится перевалочным пунктом и местом отдыха для дилижансов, запряжённых мулами.
28 мая 1921 года поселение получило статус вильи и было переименовано в Вилья-Герреро, в честь национального героя в борьбе за независимость Мексики — Висенте Герреро.
Он расположен на севере штата Халиско в 230 км от столицы штата, города Гвадалахара.

## Население
| Год  | Численность | Численность |
| ---- | ----------- | ----------- |
| 2000 | 3698        | [ 7 ]       |
| 2005 | 3503        | [ 8 ]       |
| 2010 | 3869        | [ 9 ]       |
| 2020 | 4023        | [ 10 ]      |